# Анти

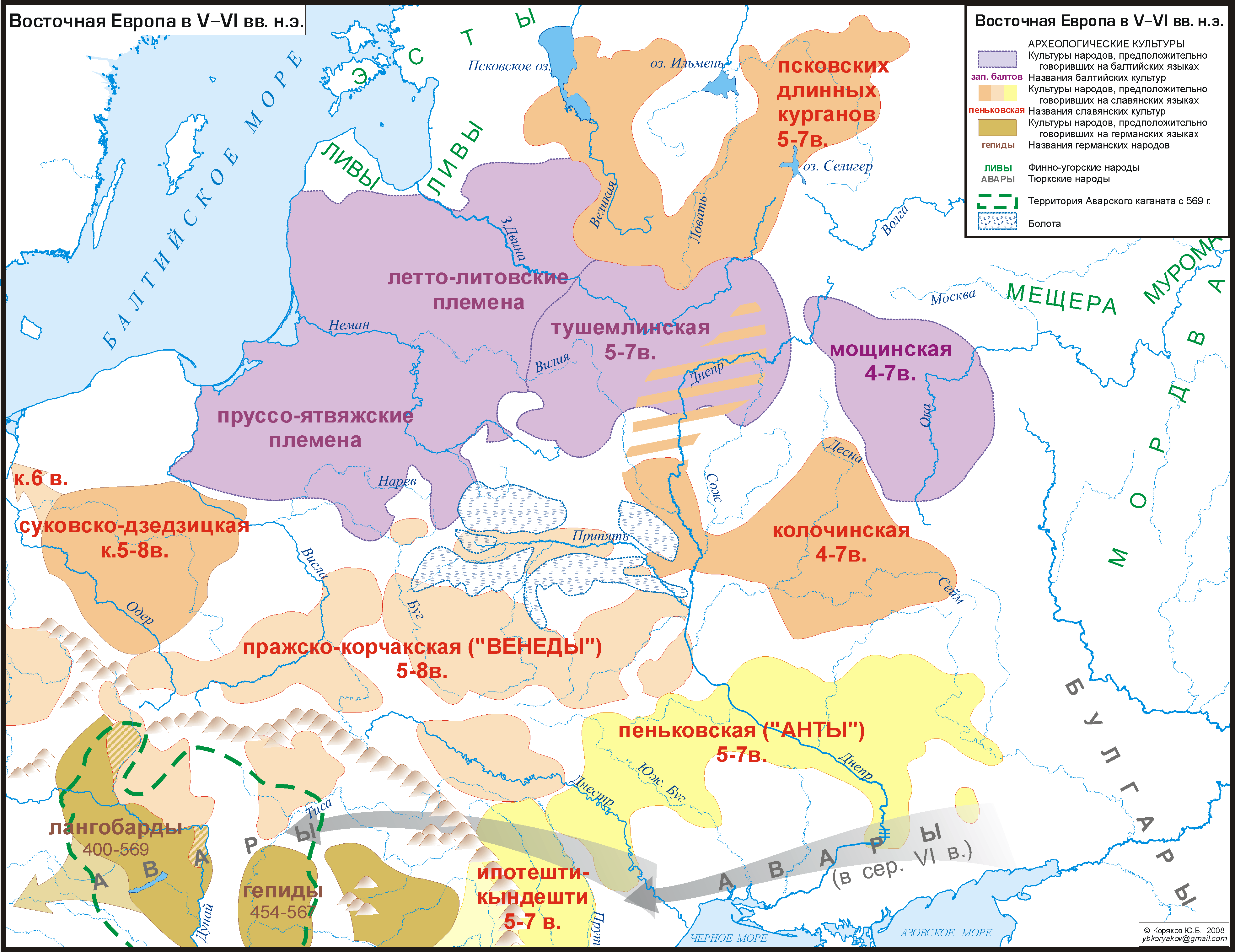
Племена Східної Європи 5-6 ст.

Áнти (дав.-гр. Áνται, лат. Antae, Antes) — слов'янське міжплемінне об'єднання. Археологічно еквівалентом вважаються представники Пеньківської культури. Нащадками антів є руси, або русини — наддніпрянський слов'янський племінний союз, який зіграв велику роль в об'єднанні інших східнослов'янських племен в одну державу — Русь. Згадуються візантійськими авторами з IV до початку VII ст. Склали, переважну (за Грушевським) чи меншу в порівнянні зі склавинами (за Залізняком), частку етногенезу українського народу.
Анти, що згідно з авторами 6 століття, за мовою, віруваннями та побутовою культурою не відрізнялися від склавинів і походили з ними «від одного кореня». У склавинах та антах дослідники вбачають потестарні об'єднання, так звані союзи племен.

## Етимологія
Термін «анти», на відміну від «слов'яни»/«склавини», не є самоназвою, він має іраномовне походження.
Назва «анти» — загальноприйнятої етимології не має. Найчастіше пояснюється як іранська назва, пов'язана з давньоінд. ántah «кінець, край», ántah «той, що перебуває на краю», виводиться також від індоєвр. ven-t, — «не той самий, а щось більше» (прасл. vet-j, старосл. вѧшь «більший», польськ. więcej «більше») або
пов'язується з племінною назвою в'я́тичи, з готськ. winja «пасовисько», давньопер. vana-m «ліс» та іншими.
Заслуговує на увагу пов'язання з тюрк. ant «клятва», монг. ans (anda) «побратим», як назви, даної аварами тим слов'янам, що на деякий час вступили з ними в союз; менш переконливими є припущення про кельтське походження назви, про зв'язок її з прасл. gty «качка», про походження назви з кавказьких мов.
На думку академіка Мирослава Поповича, етнонім «анти», ймовірно, не був самоназвою, оскільки він відомий тільки з візантійських джерел. Це слово — іранського походження і означає людей, котрі перебувають на околиці, рубежі Візантії. Так могло називати їх іраномовне населення Північного Причорномор'я, бо анти жили на південно-східній околиці слов'янського світу, дуже близько до скіфів і сарматів. В. Сєдов припускав що анти були слов'янами, які увібрали в себе залишки скіфського та сарматського етносів Північного Причорномор'я.

## Загальні відомості
Щодо походження терміна є різні гіпотези. Частина дослідників (Олексій Шахматов) ототожнював антів з усім східним слов'янством, інші — з його південною частиною. Деякі вчені вважають, що візантійці називали антами ту частину східних слов'ян, що в IV—VII століттях були об'єднані в міцному міжплемінному союзі, який умовно називають Антський союз.

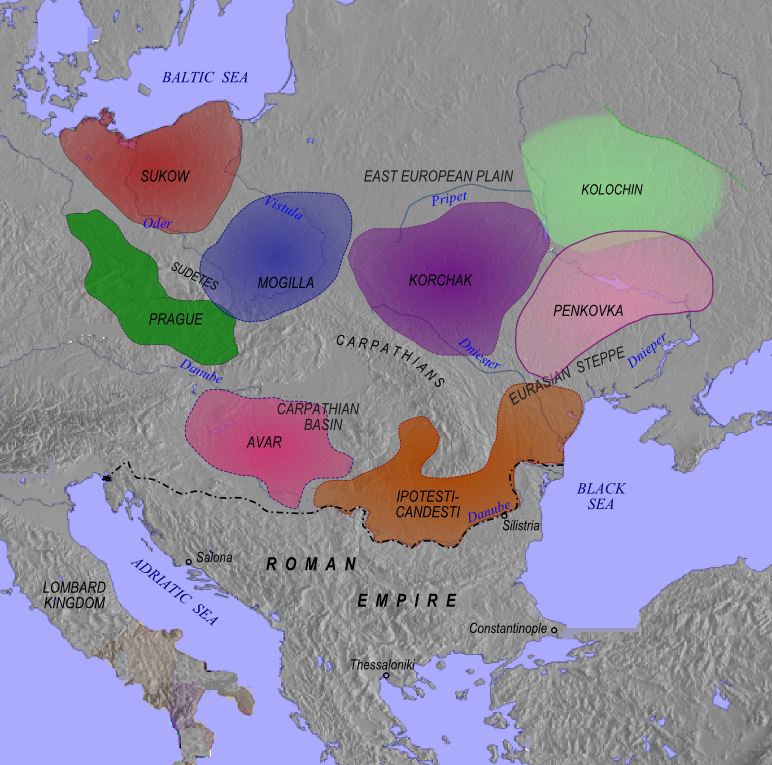
Слов'янські археологічні культури 7-го століття н. е.

Територія розселення антів охоплювала переважно лісостепову зону Східної Європи. Археологічно анти являють собою пеньківську культуру.
За Йорданом, анти жили між Дністром і Дніпром. За Прокопієм, їх оселі сягали на сході Азовського моря, а на заході — долини Дунаю.
Йордан та візантійські автори другої половини VI століття н. е. називали дві групи слов'ян, котрі жили на півдні Європи: склавінів (слов'ян) і антів. Венедами чи венетами Йордан означував не лише слов'ян взагалі, а й їхнє північне угруповання, що тяжіло до Вісли та Балтійського моря. Дехто з українських істориків, зокрема Михайло Грушевський, вважав їх предками українського народу.
Відкидаючи погляди щодо антів, як на пращурів якогось одного народу, чимало дослідників бачили у них основоположників усіх східних слов'ян, втім зокрема чеський славіст Любор Нідерле та російський археолог О. Спіцин вважали антів предками виключно південної групи східних слов'ян. Окремі вчені звужували етнічну спадщину антів лише до східнослов'янських племен межиріччя Дніпра й Дністра — уличів і тиверців. Однак сучасні археологи виявили пам'ятки матеріальної культури антів як на півдні України, так і за її межами: у Румунії, Болгарії, Чехії, Словаччині, в заселених слов'янами частинах Балканського півострова.

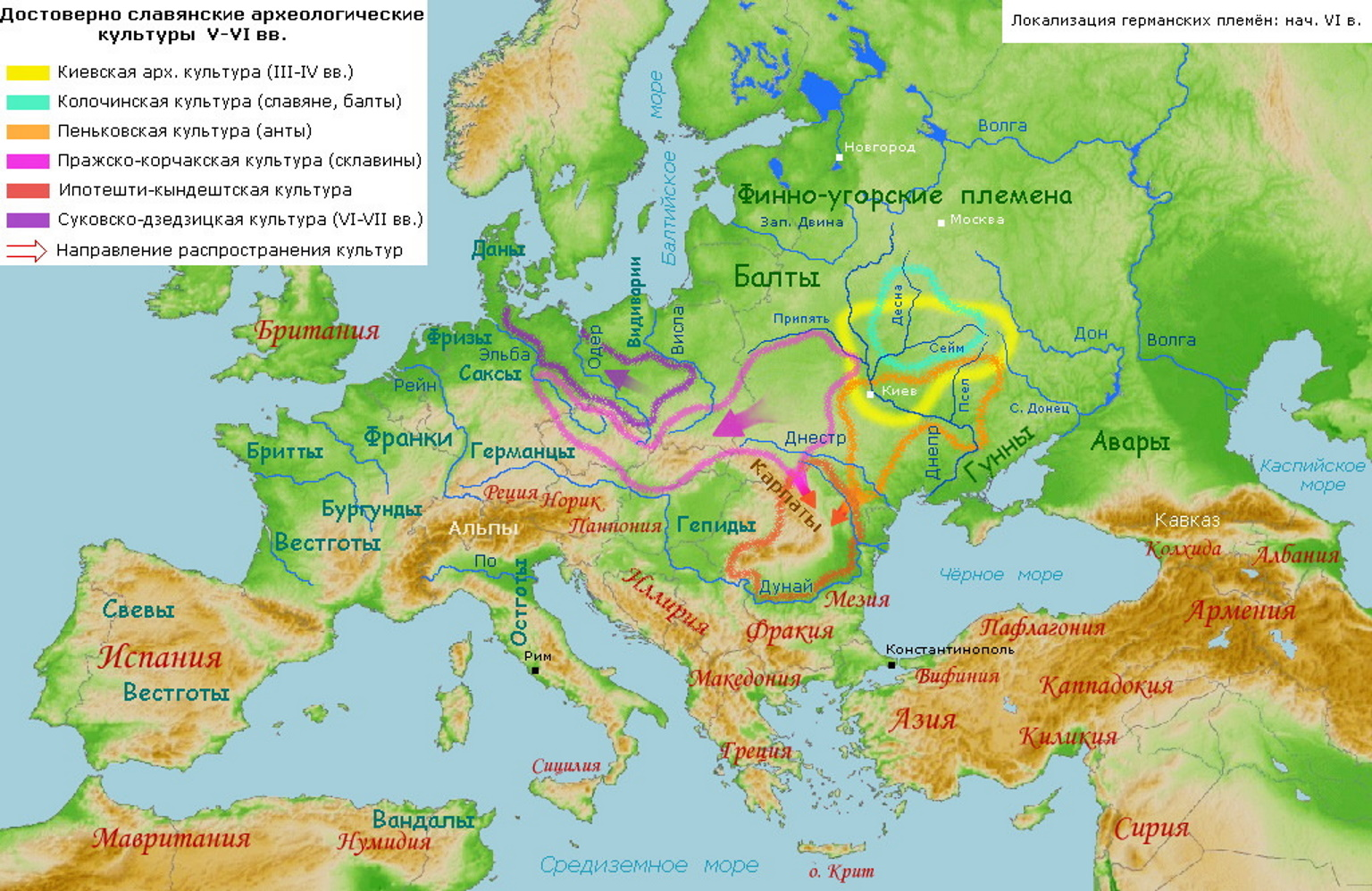
Пеньківська культура в V—VI ст. на тлі інших слов'янських та балтійських культур.

Спільність мови антів зі слов'янськими засвідчують сучасники. Є також імена, які знаходимо переважно в латинізованому або грецизованому вигляді: ант Доброгаст — таксіарх грецького флоту 555 р., ант Всегорд — візантійський полководець, ант Анагаст — начальник фракійських військ 469 р., антські князі Бож і Межамир, анти Келагаст, Хвалибуд та ін. Подібна традиція складних імен зустрічається в літописах Київської Русі. Лінгвісти стверджують, що анти в V—VII ст. говорили мовою, близькою до розмовної мови Київської Русі, яка вже мала деякі ознаки української. Візантійський історик Прокопій (490—562 рр.) пише, що анти і слов'яни говорили однією мовою:

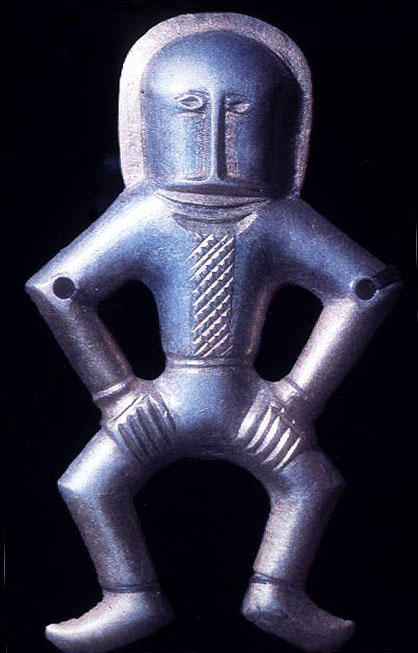
Бляшка у формі чоловіка з антського скарбу 6-7 ст. н. е.

М. Грушевський вважав антів VI—VII ст., предками українців Візантійські письменники VI ст. зображували їх високими, світловолосими, дужими людьми котрі легко переносили холод і спеку, різні злигодні. Їхні племена були ще не об'єднані у постійні союзи але були дуже близькими:
Антські воїни були численні та мужні. Вони швидко перейняли озброєння ромеїв (візантійців) і прийоми їх бойового мистецтва. В IV ст. анти постійно загрожували північному рубежеві Візантії по Дунаю, не раз долали його, вдираючись у межі Візантійській імперії та часом навіть загрожуючи її столиці — Константинополю.
У X ст. арабський історик Абдул Хасан Масуді двічі повторює, що анти мали свою державу, як він висловлюється, «з прадавніх часів». В. Ключевський вважав, що існував великий військовий союз чи федерація антських князів під проводом короля дулібів. Те саме думає й інший московський історик — Б. Греков. Чеський історик Френсіс Дворнік стверджував, що держава антів сягала аж до Сілезії.
Професор П. Третьяков писав, що анти і «роси» — це два імені того самого народу, що створив Київську Русь.
Антський союз існував від кінця IV до початку VII століття. Антські пам'ятки в Україні — це переважно прикраси до одягу й кінської збруї зі срібла, бронзи й білого металевого сплаву, пізніше — бронзові прикраси (найбільше фібули) з виїмчастою емаллю, центр виробництва яких був у Києві, скарби золотих та срібних речей (Перещепине, Підгороддя б. Крилоса), нарешті городища роменського типу (с. Ромен на Чернігівщині).

### Економіка
Основною галуззю господарства у антів було орне хліборобство із застосуванням залізного плуга, а також — осіле тваринництво і промисли (мисливство, рибальство, збиральництво). Високого рівня досягло ремесло (залізоробне, гончарне із застосуванням гончарного круга, склоробне та інші), яке значною мірою вже відокремилося від сільського господарства. З розвитком ремесла було пов'язане виникнення більш-менш постійної торгівлі, що мала грошовий характер.
У антів були економічні стосунки з віддаленими країнами, в тому числі — з Римською імперією, Візантією. Це простежується на підставі численних знахідок на території антських земель римських речей (амфори, скляні та металеві вироби тощо), а також срібної римської монети.

### Класовий устрій
Анти перебували на стадії розкладу первіснообщинного ладу і формування класових відносин. У них панувало індивідуальне землекористування та зв'язане з ним приватне господарство. Починало виникати і приватне землеволодіння. Глибоким було майнове розшарування, про що свідчать численні багаті скарби монет і дорогоцінних речей.  Однак поряд з цим зароджувались і нові, прогресивніші відносини, що надалі привели до формування не рабовласницького, а феодального способу виробництва. «Стратегікон» відзначав майже повну відсутність рабів
серед антів:

### Військова організація
За відомостями Прокопія Кесарійського, Менандра, анти мали сильну військову організацію, виставляли військо до 100 тисяч воїнів (що можливо, перебільшено). Політичний союз антів був одним із зародків майбутньої східнослов'янської державності. На чолі цього об'єднання антів стояли рекси і можновладці, частина яких згадується у творах візантійських авторів (Йордан, Агафій, Прокопій, Менандр, Феофілакт Сімокатта та інші).
За свідченням Йордана, в IV столітті вели боротьбу проти готів, які претендували на гегемонію в Східній Європі. 385 року готський король Вінітар намагався підкорити антів, але зазнав поразки. В VI ст. анти здійснювали військові рейди до візантійських володінь, форсуючи Дунай, або як найманці служили у візантійській армії. Згідно «Стратегікону»:
Протягом наступних десятиліть розселення антів йшло дуже швидко і на 80-і роки VI століття привело до повної слов'янізації північних Балкан (територія сучасної Болгарії та колишньої Югославії). Від 568 року у зв'язку з вторгненням аварів і заснуванням в Трансильванії (сучасна Румунія) Аварського каганату, почалися аваро-слов'янські війни, що на початку VII століття призвели до розпаду антського державно-політичного об'єднання.

### Культура
Археологічним еквівалентом антів вважається людність, яка створила Пеньківську археологічну культуру. Культура антів відома на підставі писемних та археологічних джерел. Анти обожнювали сили природи. Вони мали капища, де стояли зображення ідолів з каменю або дерева (частина з них досліджувалася археологами). Відомо, що у антів існував культ богині-матері (П. Штепа «Українець і москвин»). Високого рівня досягло ужиткове мистецтво, особливо — в ювелірному ремеслі. Відомі кілька орнаментних стилів — геометричний, так званий «звіриний» тощо. Своєрідна, яскрава культура антів була одним з компонентів при формуванні у пізніші часи давньоруської культури.

### Релігія
Релігійні погляди, за Прокопієм, склавінів та антів були схожі:

## Відомі анти

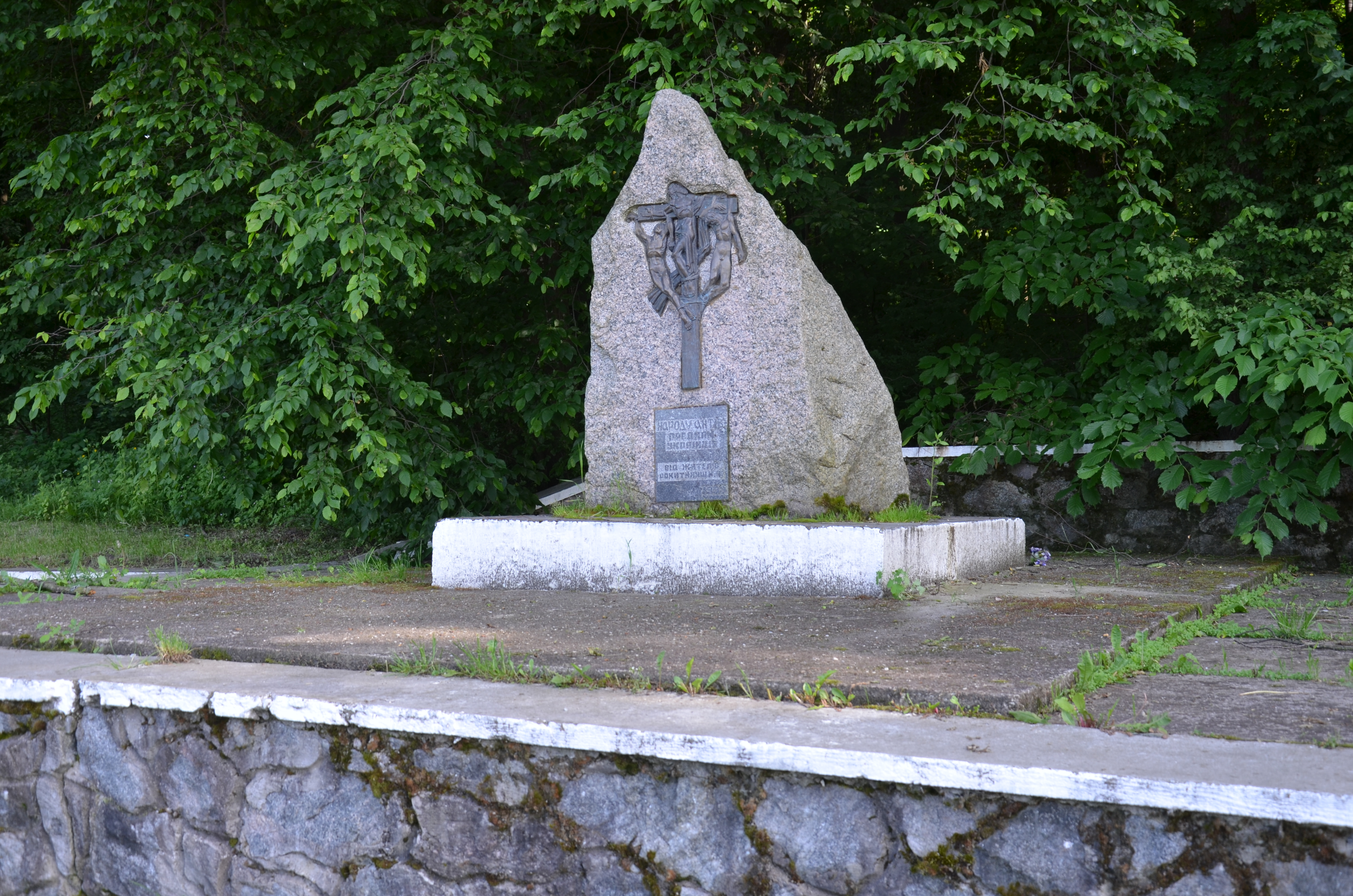
Пам'ятник Божу й антам неподалік села Синява

- Бож — бл. 376 р. н. е., перший відомий король Антів.
- Анагаст  — голова фракійських військ 469  р.
- Всегорд  — полководець армії Візантії
- Хвалибуд (Кийбудій) грец. Χιλβούδιος, лат. Chilbudios  — голова Дунайської провінції Східної Римської імперії 530 р.
- Доброгаст (грец. Νταμπραγκέζας) — у 550—556 рр., воєначальник на чолі римського флоту в Криму (у перських повідомленнях)
- Ідарізій князь антів і його сини
- Мезамир (Межемир) і Келагаст  — бл. 560—580  рр.
- Пірагаст  — бл. 597  р.
- Мусокій  — 592  р.
- Ардагаст  — 584—597  рр.

## Хронологія історії антів[15]
~ 378—379 р.р. — остгото-антська війна. Після першої поразки Вінітар Амал перемагає антів та вбиває «короля» (лат. regemque) Божа з синами та ще 70 антських старійшин (лат. primatibus) (Йордан, «Гетика», 247).

~ 511 р. — анти залишаються у Добруджі

між 518—527 рр. — антська навала на Балкани (Прокопій Кесарійський)

531—534 рр. — намісник Фракії за походженням ант Хільвудій (Прокопій Кесарійський)

~ 536—540 рр. — анти у війську Велізарія в Італії (Прокопій Кесарійський)

~ 540 р. — склавіно-антська війна, поразка антів (Прокопій Кесарійський).

~ 545 р. — анти енспонди імперії (Прокопій Кесарійський)

~ 547 р. — загін антів у кількості 300 осіб в Італії (Прокопій Кесарійський)

555—556 рр. — у візантійсько-перській війні один з очільників візантійського війська ант Доброгез

до 558 р. — анто-куртигурська війна. 

559—565 рр. — анто-аварські війни.

560 рр. — Посла антів Межамира Ідаревича вбито у ставці кагана Бояна.

587 р. — анти вдало напали на придунайські землі склавінів та авар.

602 — навала аварів на антів.

між 602—626 рр — група антських племен, відома як Сівер та Сім Родів розселилися у Добруджі та Мезії.

## Анти і тиверці
«Баварський географ» 9 століття, називає плем'я тиверців «аturezani» і «аttorozi», він відзначав феноменальне вільнолюбство «розгнузданість» тиверців, саме це відмічали автори що описували антів.

## Інтернет-ресурси
- Антський союз
- Держава Антів і поляни.